# ملینسکه ستروهادلو
ملینسکه ستروهادلو (به چکی: Mlýnské Struhadlo) یک منطقهٔ مسکونی در جمهوری چک است که در ناحیه کلاتووی واقع شده‌است. ملینسکه ستروهادلو ۴٫۰۳ کیلومتر مربع مساحت و ۴۶ نفر جمعیت دارد.